# لا بوش

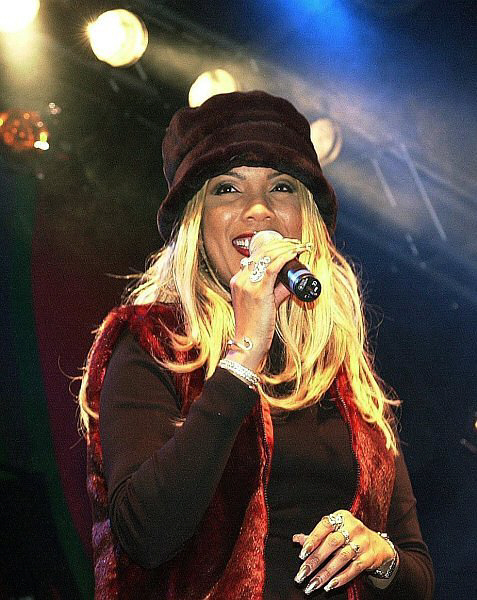
تصویر ملانی ثورنتون، خواننده گروه لا بوش

لا بوش (به فرانسوی: La Bouche) یک گروه یورودنس/دنس پاپ آلمانی بود که در سال ۱۹۹۴ توسط فرانک فاریان بنیان گذاشته شد. فاریان پیش از لا بوش، تجربهٔ موفقیت‌آمیز به‌شهرت رساندن بانی اِم و میلی ونیلی را داشت. اعضای لا بوش ملانی ثورنتن (خواننده) و لین مک‌کری (رپر) بودند. ۲ ترانهٔ «رویاهای شیرین» و «عاشقم باش» با کسب موفقیت جهانی در سال‌های میانی دههٔ ۱۹۹۰، از معروف‌ترین آثار آن‌ها بودند. «عاشقم باش» در زمان انتشارش در ایالات متحده تا ردهٔ ۶اُم بیلبورد ۱۰۰تای برتر صعود کرد و «رویاهای شیرین» موفق شد رتبهٔ ۱۳اُم آن جدول را به‌خود اختصاص دهد. آلبوم رویاهای شیرین نیز در زمان انتشارش در سال ۱۹۹۶ تا رده‌ی ۲۸اُم بیلبورد ۲۰۰ صعود کرد.
لا بوش در سال ۲۰۰۱ و با مرگ ثورنتن در سانحهٔ سقوط هواپیما منحل شد.